# Dyscia agacles
Dyscia agacles är en fjärilsart som beskrevs av Charles Oberthür 1923. Dyscia agacles ingår i släktet Dyscia och familjen mätare. Inga underarter finns listade i Catalogue of Life.